# Elivélton
Elivélton Alves Rufino, plus communément appelé Elivélton est un footballeur brésilien né le 31 juillet 1971 à Serrania au Minas Gerais.